# Западноазиатские игры
Западноазиатские игры — спортивное состязание стран Западной Азии (без Турции и Израиля).
Первые состязания подобного рода прошли в 1997 году в Тегеране. Их успех привёл к созданию Федерации западноазиатских игр и намерению проводить подобные состязания в среднем каждые четыре года. Однако после 2005 года состязания не проводились; очередные Западноазиатские игры провели в 2016 году на острове Киш.

## Страны-участницы
- Бахрейн
- Государство Палестина
- Иордания
- Ирак
- Иран
- Йемен
- Катар
- Кувейт
- Ливан
- ОАЭ
- Оман
- Саудовская Аравия
- Сирия

## Список Игр
| Год  | Игры | Место проведения |
| ---- | ---- | ---------------- |
| 1997 | I    | Тегеран          |
| 2002 | II   | Эль-Кувейт       |
| 2005 | III  | Доха             |
| 2016 | IV   | Киш              |